# コージー・ミステリ
コージー・ミステリ（cozy mystery）とは、推理小説のジャンルのひとつ。イギリスで第二次世界大戦時に発祥した小説形式で、当時アメリカで流行していたハードボイルド形式の小説の反義語として用いられた。ハードボイルドのニヒルでクールなイメージに対し、「地域社会が親密である」「居心地が良い」といった意味を持つ「コージー（cozy）」を使用し、日常的な場面でのミステリーであることを示す。

## 特徴
- 探偵役が警察官、私立探偵などの職業的捜査官ではなく素人であること
- 小さなコミュニティ、あるいは人里から離れた場所が舞台となっていること
- 直接的な暴力表現、性的表現を極力排除していること

などが特徴としてあげられる。そのほかに、探偵役は高等教育を受けた女性、おせっかいで博識な人物や警察関連の仕事に従事している人物が身近にいる、事件の被害者は悪事を働いていた人物、といった傾向があるとされる。
ブルース・F・マーフィーは『The Encyclopedia of Murder and Mystery』（1999年）でマーサ・グライムズをコージー・ミステリー作家の代表に挙げている。

## 日本におけるコージー・ミステリ
欧米でのコージー・ミステリには豪邸や上流階級の人々という要素が欠かせないという意見もあるが、日本を舞台にした場合は豪邸などは登場させにくい。そのため、裏道にある建物のような「知る人ぞ知る」場所に住んでいる人を主人公とし、そこに迷い込んできた人の悩みの相談に乗って、問題を解決する。悩みの内容も、初対面の相手でも世間話のように気軽に話せるものか、それほど親しくないからこそ相談できる内容であることが多い。
また、古書店、喫茶店、占いの館といった場所を舞台にし、仕事の裏側の事情やうんちくが入ることが多い。メインとなって謎解きをするのが女性であり、恋愛も繰り広げられる。
斎藤美奈子は『L文学完全読本』で赤川次郎を挙げて、「コージー・ミステリの先駆者」としている。
2012年には原書房よりコージー・ミステリを専門とする文庫レーベル「コージーブックス」が刊行された。